# Oeonistis braeckeli
Oeonistis braeckeli är en fjärilsart som beskrevs av Debauche 1938. Oeonistis braeckeli ingår i släktet Oeonistis och familjen björnspinnare. Inga underarter finns listade i Catalogue of Life.